# Eugeniusz Pogorzelski
Eugeniusz Bronisław Pogorzelski (ur. 13 stycznia 1867 w Sannikach, zm. 18 marca 1934 w Warszawie) – generał dywizji Wojska Polskiego, kawaler Orderu Virtuti Militari.

## Życiorys
Eugeniusz Bronisław Pogorzelski urodził się 13 stycznia 1867 w Sannikach, w powiecie gostynińskim. Kształcił się w Warszawie i Oficerskiej Szkole Piechoty w Wilnie. Od 1890 oficer zawodowy Armii Imperium Rosyjskiego. W latach 1904–1905 wziął udział w wojnie rosyjsko-japońskiej. W czasie I wojny światowej dowodził batalionem, a następnie 716 i 51 pułkiem piechoty. Od grudnia 1917 dowódca 8 Dywizji Strzelców Polskich w III Korpusie Polskim w Rosji. Po likwidacji dywizji dowódca 5 Polskiego pułku zapasowego w Kiszyniowie, z którym dołączył na Ukrainie do II Korpusu Polskiego w Rosji. 4 kwietnia 1918 został oficerem sztabu 4 Dywizji Strzelców Polskich. 11 maja 1918 w czasie bitwy pod Kaniowem dostał się do niewoli niemieckiej. Z niewoli zwolniony został 13 listopada 1918.
Od listopada 1918 w Wojsku Polskim. Zorganizował i dowodził Brygadą Kresową. 6 lutego 1919 wyznaczony został na dowódcę miasta Radomia. 18 lutego tego roku został zastępcą dowódcy Okręgu Wojskowego Częstochowa, a następnie dowódcą Okręgu Wojskowego Kielce. 15 maja 1919 roku został mianowany dowódcą XIV Brygady Piechoty. 1 maja 1920 zatwierdzony został w stopniu generała podporucznika z dniem 1 kwietnia tego roku. Czasowo pełnił także obowiązki dowódcy 7 Dywizji Piechoty, a w grudniu 1920 został jej etatowym dowódcą. W 1921 ukończył kurs wyższych dowódców. Od 20 września do 10 października 1921 roku dowodził Okręgiem Generalnym „Kielce” w zastępstwie generała porucznika Franciszka Latinika, który wówczas przebywał na urlopie.
3 maja 1922 zweryfikowany został w stopniu generała brygady ze starszeństwem z dniem 1 czerwca 1919. 20 stycznia 1923 został zastępcą dowódcy, a 27 marca tego roku dowódcą Okręgu Korpusu Nr I w Warszawie. 30 sierpnia 1923 przeniesiony został do Ministerstwa Spraw Wojskowych na stanowisko I zastępcy szefa Administracji Armii. 1 lutego 1924 przeniesiony został do Łodzi, gdzie objął stanowisko zastępcy dowódcy Okręgu Korpusu Nr IV. 31 marca 1924 Prezydent RP Stanisław Wojciechowski na wniosek Ministra Spraw Wojskowych, gen. dyw. Władysława Sikorskiego awansował go na generała dywizji ze starszeństwem z dniem 1 lipca 1923 i 5. lokatą w korpusie generałów. 26 czerwca 1924 został członkiem Oficerskiego Trybunału Orzekającego. W dniach 20–27 listopada 1925 roku czasowo pełnił obowiązki Szefa Administracji Armii, które powierzył mu kierownik Ministerstwa Spraw Wojskowych, generał dywizji Stefan Majewski.
Z dniem 30 kwietnia 1927 roku przeniesiony został w stan spoczynku. Zmarł 18 marca 1934 w Warszawie. Pochowany na cmentarzu Powązki Wojskowe w Warszawie (kwatera A10-6-3/4).

## Awanse
- podpułkownik – 1915
- pułkownik – 1916
- generał podporucznik – 1 maja 1920 z dniem 1 kwietnia 1920
- generał brygady – 3 maja 1922 zweryfikowany ze starszeństwem z 1 czerwca 1919
- generał dywizji – 31 marca 1924 ze starszeństwem z 1 lipca 1923 i 5. lokatą w korpusie generałów

## Ordery i odznaczenia
- Krzyż Srebrny Orderu Wojskowego Virtuti Militari (1921)[7]
- Krzyż Walecznych (1921)[8]
- Medal międzysojuszniczy „Médaille Interalliée” (zezwolenie Naczelnika Państwa w 1921)[9]